# Scarabaeus brahminus
Scarabaeus brahminus là một loài bọ cánh cứng trong họ Bọ hung (Scarabaeidae).